# Comanche (Computerspiel)
Comanche ist Helikopter-Shooter-Computerspiel. Es erschien am 12. März 2020 als Early Access. Am 26. August 2021 wurde es als finale Version veröffentlicht. Es handelt sich um ein Reboot der Comanche-Computerspielreihe, das von Nukklear entwickelt und von THQ Nordic veröffentlicht. Diese hatten die Markenrechte an der Reihe zuvor von NovaLogic erworben, die mit Comanche 4 zuletzt 2001 veröffentlichte.

## Entwicklung
Das Spiel wurde erstmals auf der gamescom 2019 vorgestellt. Geplant war ein auf Missionen fußender kooperativ spielbarer Mehrspielertitel. Am 2. März 2020 erschien ein offener Betatest. Mit den Spielmodi Infiltration (Objekt basiert mit Verteidiger und Angreifer) und Black Box (Team-Deathmatch) startete man am 12. März in den Early-Access. Während der Early-Acces-Phase wurden neue Missionen hinzugefügt und die Steuerung überarbeitet, wobei HOTAS in Zusammenarbeit mit Thrustmaster implementiert wurde. Im November 2020 stellte man das Konzept auf Free-to-play-Geschäftsmodell um. Der Mehrspielermodus wurde als kostenlose Demoversion veröffentlicht. Der Einzelspielermodus hingegen blieb kostenpflichtig. Innerhalb des Early-Access wurde die Kampagne abgeschlossen. Zuletzt wurde ein neuer Spielmodus für den Einzelspieler namens Konflikte eingebaut. Für die finale Version wurden die Mission grafisch überarbeitet.

## Spielprinzip
Neben Kämpfen zwischen Helikoptern gibt es auch Abschnitten mit Drohnen, deren Steuerung die Spielgeschwindigkeit weiter erhöht. Dadurch, dass der Drohnen absetzende Helikopter anschließend im Schwebflug verwundbar ist, sind Absprachen im Team nötig.

## Rezeption
Die wenigen Nutzerreviews auf Steam waren überwiegend positiv. Die Steuerung habe nicht jedem gefallen, ebenso die Ausrichtung auf den Mehrspielermodus, was aufgrund der geringen Spielerzahlen problematisch sei.